# Рдест хакасский
Рдест хака́сский (лат. Potamogēton chakassiēnsis) — многолетнее водное растение; вид рода Рдест (Potamogeton) семейства Рдестовые (Potamogetonaceae).

## Ареал и среда обитания
Древнесредиземноморский вид. Встречается во многих регионах России, отмечен от Причерноморья и Кавказа на западе до Южной Сибири и Забайкалья. Места обитания связаны с мелководными солеными водоёмами, имеющими высокую концентрацию гидрокарбонатов.

## Ботаническое описание
Многолетнее растение, погружённое в воду. На подземных органах нередко образуются запасающие клубни. Стебель цилиндрический, иногда слабо сплюснутый, длиной от 30 до 60 см, междоузлия 3—5 см. Стебли в месте прикрепления листьев коленчато-изогнутые.
Листья тонко заострённые, 3—4 см длиной и 0,7—1,5 мм шириной, с одной-тремя жилками на пластинке, веероподобно собраны в верхней части ветвящихся стеблей, слабожелобчатые, иногда назад изогнутые. Влагалища широкие, со светлым окаймлением, расщеплённые, отстоящие от стебля, длиной 1,5—3 см, прилистники, приросшие к основанию листовой пластинки на две трети и более длины прилистников, на конце переходящие в свободную лигулу длиной 3—4 мм.
Соцветие колосовидное или цилиндрическое, плавающее или погружённое; цветоножка гибкая, не поддерживающая соцветие над поверхностью воды. Цветки с простым околоцветником из четырёх лепестков, тычинок четыре, приросших к основанию лепестков. Плоды косообратнояйцевидные, сидячие, без ножки; спинка округлая, без киля.
Размножение как вегетативное, так и семенное.

## Систематика
Впервые описан Л. И. Кашиной в 1986 году как подвид рдеста гребенчатого (Potamogeton pectinatus L.), впоследствии П. А. Волобаев выделил его в самостоятельный вид. The Plant List не признаёт самостоятельность этого вида и рассматривает его в составе вида Potamogeton pectinatus, который, к тому же, был перенесён К. Бёрнером в род Stuckenia; таким образом, в базе данных The Plant List на 2013 год название Potamogeton chakassiensis (Kashina) Volobaev цитируется как синоним действительного названия Stuckenia pectinata (L.) Börner.

## Охрана
Включён в Красную книгу Волгоградской области.